# Акцизные марки Российской Федерации

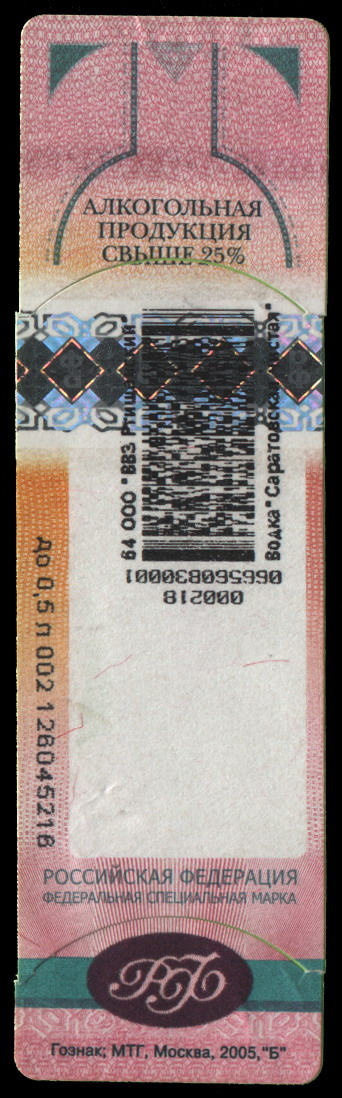
Россия: федеральная специальная марка образца 2005 года

Акци́зные ма́рки Росси́йской Федера́ции — знаки акцизного сбора, впервые введённые в обращение постановлением Правительства Российской Федерации от 14 апреля 1994 года «О введении на территории Российской Федерации марок акцизного сбора». Обязательной маркировке подлежали пищевой спирт, винно-водочные изделия, табак и табачные изделия, ввозимые на территорию России. Реализация подлежащих маркировке товаров без наличия на них марок акцизного сбора на территории России запрещена с 1 января 1995 года.

## Для маркировки алкогольной продукции

### Выпуски 1990-х годов
Существует несколько выпусков акцизных марок Российской Федерации. Первый был осуществлён в 1994 году и подразделяется на «акцизные» и «специальные» марки. В феврале 1996 года, письмом Государственного таможенного комитета (ГТК РФ), были введены правила маркировки. Марками акцизного сбора маркировался товар:
- производившийся в странах СНГ и ввозившийся из них;
- производившийся в странах, не входивших в СНГ, и ввозившийся с территории стран-участниц СНГ;
- производившийся в странах, не входивших в СНГ, и ввозившийся с территории государств-членов Таможенного союза;
- производившийся на Украине.

Специальными марками маркировался товар, производившийся и ввозившийся из стран, входивших в СНГ (кроме Украины), и производившийся в странах, входивших в СНГ, и ввозившийся из других стран. Марки печатались офсетным способом, на бумаге с водяным знаком «переплетённые волнистые линии». На марках был микротекст («Акцизная марка» или «Специальная марка») и девятизначный номер.
Постановлением Правительства от 17 июля 1996 года вводилась маркировка конфискованной или обращённой в федеральную собственность иным способом алкогольной продукции иностранного производства, подтверждающей право реализации этой продукции на территории Российской Федерации. 16 мая 1997 года приказом ГТК РФ были утверждены марки для маркировки конфискованной алкогольной продукции. Приказом Федеральной таможенной службы от 23 марта 2005 года приказ ГТК РФ от 16 мая 1997 года признан утратившим силу.

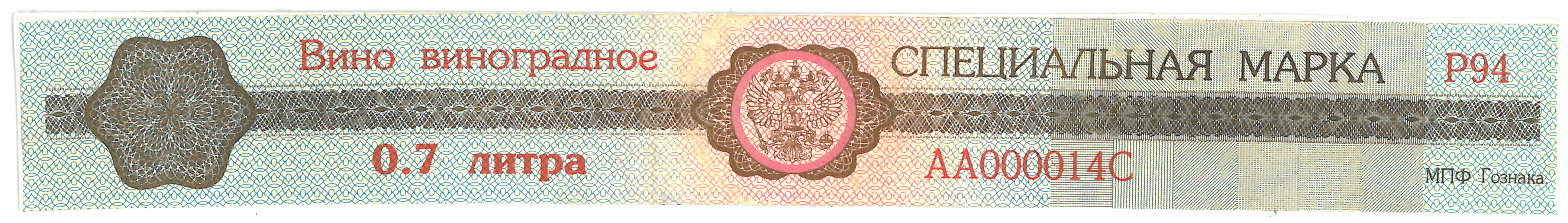
Россия: специальная марка образца 1994 года

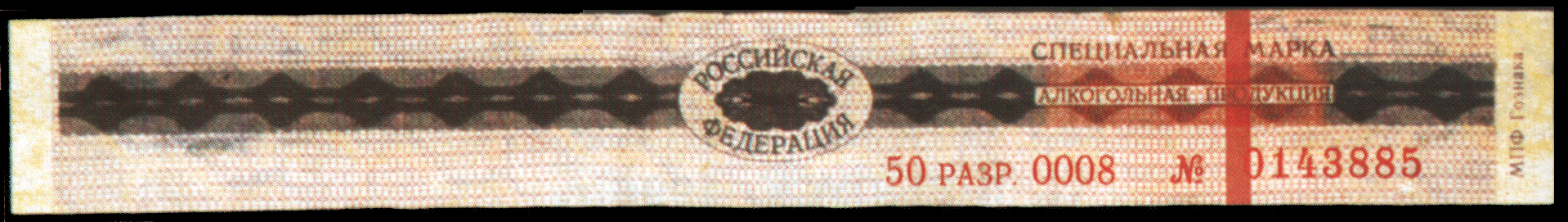
Россия: специальная марка образца июля 1997 года

3 августа 1996 года Правительство РФ приняло постановление «О введении специальной маркировки алкогольной продукции, произведённой на территории РФ». Обязательной маркировке подлежали: спирт питьевой, водка, ликёроводочные изделия, коньяки (бренди), кальвадос, вино виноградное, вино плодово-ягодное и иная пищевая продукция с содержанием спирта этилового, произведённого из пищевого сырья, более 1,5 % объёма единицы алкогольной продукции. В связи с введением акциза на внутреннюю продукцию, последовал второй выпуск специальных марок. Марки второго выпуска были отпечатаны офсетным способом на бумаге с трёхтоновым водяным знаком «соты», наклонённым вправо или влево, либо с меловой сеткой, воспроизводящей знак «соты» на оборотной стороне марке. На марках был микротекст «Специальная марка»; двузначный код, обозначающий регион, где производится продукция; защитная вертикальная полоса. Этим же постановлением запрещалось с 1 января 1997 года производство, а с 1 марта того же года реализация и продажа алкогольной продукции, произведённой на территории Российской Федерации, без наличия специальной марки.
В связи с постановлением Правительства РФ от 8 июля 1997 года «О специальных марках для маркировки алкогольной продукции, производимой на территории Российской Федерации» последовал третий выпуск специальных марок, отличающихся от второго способом печати (марки третьего выпуска отпечатаны металлографией в сочетании с офсетом) и принципом нумерации. Продажа алкогольной продукции, маркированной специальными марками второго выпуска, отпечатанными методом офсетной печати, с двузначным кодом региона, без номеров разряда и порядковой нумерации, запрещалась с 1 сентября 1997 года. Государственной налоговой службе Российской Федерации предписывалось в двухнедельный срок провести обмен организациям — производителям алкогольной продукции неиспользованных специальных марок второго выпуска на специальные марки третьего выпуска.
В декабре 1997 года вышло постановление Правительства РФ «О специальной маркировке крепких алкогольных напитков, производимых на территории Российской Федерации», которым с 1 апреля 1998 года устанавливалась обязательная маркировка алкогольной продукции с содержанием этилового спирта более 28 % объёма единицы алкогольной продукции специальной маркой нового образца с указанием пределов ёмкости тары, используемой для розлива. Соответственно в 1998 году последовал четвёртый выпуск специальных марок для маркировки крепких алкогольных напитков. Марки были выпущены в трёх форматах: 160 × 20 мм, 90 × 20 мм и 65 × 16 мм. Они печатались на белой бумаге с многотоновым водяным знаком, представляющим собой слово «Акциз». Бумага имела защитные волокна двух видов: красные, не светящиеся в ультрафиолетовом излучении, и зелёные, светящиеся в ультрафиолетовом излучении зелёным цветом. Правая часть марки запечатана сеткой, цвет которой плавно переходил из зелёного в жёлтый (так называемый эффект «ирисной печати»). Вдоль верхней и нижней сторон орнаментальной полосы марки располагался микротекст из повторяющихся слов «Российская Федерация». В нижней части марок, под орнаментальной полосой, красной краской был напечатан двузначный цифровой код региона (кроме литража «1,0 и выше»), четырёхзначный цифровой разряд и семизначный номер. Марки четвёртого выпуска отпечатаны металлографией в сочетании с офсетом. Марки четвёртого выпуска использовались до 1 июля 2001 года.

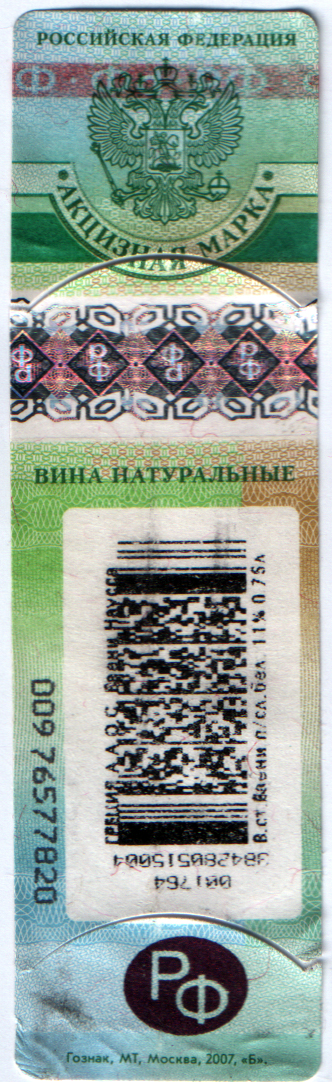
Россия: акцизная марка образца 2007 года

### Выпуски 2000-х годов

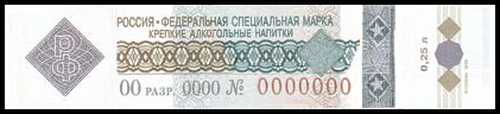
Россия: федеральная специальная марка образца 2003 года

В январе 2000 года приказом ГТК РФ были утверждены новые марки акцизного сбора. Согласно этому приказу, были изготовлены марки двух видов: для маркировки алкогольной продукции, происходящей и ввозимой с территории государств — участников СНГ и соглашений о Таможенном союзе (I тип) и для маркировки алкогольной продукции, происходящей и ввозимой с территории иностранных государств, не являющихся участниками СНГ и соглашений о Таможенном союзе (II тип). Марки печатались в двух форматах (160 × 20 мм и 90 × 20 мм) на бумаге белого цвета с многотоновым водяным знаком, представляющим собой слово «Акциз». Левая сторона марки была запечатана гильоширной сеткой из тонких цветных линий. Цвет сетки плавно переходил из зелёного в жёлтый, затем в зелёный (для разновидности «Крепкие спиртные напитки»); из серого в голубой, затем в серый (для разновидности «Спиртные напитки»); из розового в хаки, затем в розовый (для разновидности «Вина»). Гильоширная фоновая сетка по вертикальной полосе переходила в мультиматную сетку, состоящую из слов «Акцизная марка». Вдоль верхней стороны бордюра металлографией был отпечатан микротекст из повторяющихся слов «Россия Импорт», а в центральной части марки в розетке Герб Российской Федерации отпечатанный тёмно-коричневой (для марок I типа) или тёмно-синей краской (для марок II типа). В левом нижнем углу была напечатана серия марки, состоящая из букв и цифр.
В январе 2001 года, постановлением Правительства РФ, специальные марки для маркировки алкогольной продукции, производимой на территории Российской Федерации, заменили федеральными специальными марками. В том же году последовал первый выпуск федеральных специальных марок, которые отличались от специальных марок четвёртого выпуска лишь наличием слова «федеральная» в названии.
В апреле 2003 года, постановлением Правительства РФ, были утверждены федеральные специальные марки нового образца. Федеральные специальные марки второго выпуска печатались в трёх форматах с надписями «Алкогольная продукция» в сиренево-фиолетовых тонах, «Крепкие алкогольные напитки» в зелёно-коричневых тонах и «Крепкие алкогольные напитки. Водка» в красно-оранжевых тонах. Марки имели графическую защиту, голограмму, код субъекта Российской Федерации, серию и номер.
В декабре 2005 года Правительство РФ подписало два постановления, в которых предъявлялись новые требования к образцам акцизных и специальных марок. Согласно постановлениям, акцизными марками маркируется алкогольная продукция, ввозимая на территорию Российской Федерации, а федеральными специальными марками — алкогольная продукция с содержанием этилового спирта более 9 % объёма готовой продукции, производимой на территории Российской Федерации, за исключением алкогольной продукции поставляемой на экспорт.
В соответствии с настоящими требованиями с 2005 года выпускаются новые акцизные и федеральные специальные марки (третий выпуск). Они изготавливаются с использованием не менее четырёх способов печати на самоклеящейся бумаге с защитной нитью, обладающей специфическими свойствами, и нанесёнными под клеевым слоем сеткой и рисунком, имеющей в своем составе не менее двух видов защитных волокон и химическую защиту для оперативного определения подлинности. Марки с надписью «Алкогольная продукция свыше 9 до 25 %» оформляются в серо-красных тонах, с надписью «Алкогольная продукция свыше 25 %» — в розово-оранжевых тонах, с надписью «Вина» — в сиренево-зелёных тонах, с надписью «Вина шампанские и игристые» — в жёлто-синих тонах, с надписью «Вина натуральные» — в зелёно-жёлтых тонах. Также на акцизные и федеральные специальные марки наносятся: гильоширные фоновые сетки и элементы с ирисными переходами цвета красок в сетках; голографическое изображение способом горячего тиснения с элементами деметаллизации. Марки имеют свободное от графического и текстового оформления поле для нанесения сведений о маркируемой ими алкогольной продукции. Марки находятся в обращении с 1 июля 2006 года.

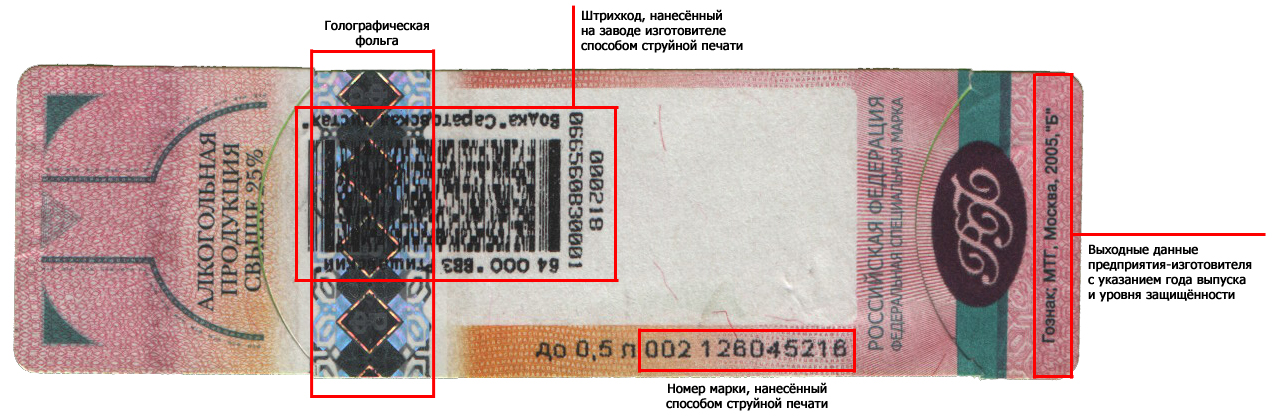
Элементы федеральной специальной марки образца 2005 года

Акцизные марки образца 2005 года, в отличие от всех предыдущих выпусков, наносятся при маркировке алкогольной продукции не на горловину бутылки, а на её боковую часть, то есть при открытии сосуда марка остаётся неповреждённой. Это привело к тому, что пустая тара стала использоваться вторично на нелегальном рынке. В сентябре 2007 года в Государственную Думу на рассмотрение внесён законопроект «О внесении поправок в Федеральный закон „О государственном регулировании производства и оборота этилового спирта, алкогольной и спиртосодержащей продукции“», в котором предлагается вернуть федеральные специальные и акцизные марки на горловину бутылки. Ожидалось, что поправки вступят в силу 1 января 2009 года.

## Для маркировки табачных изделий

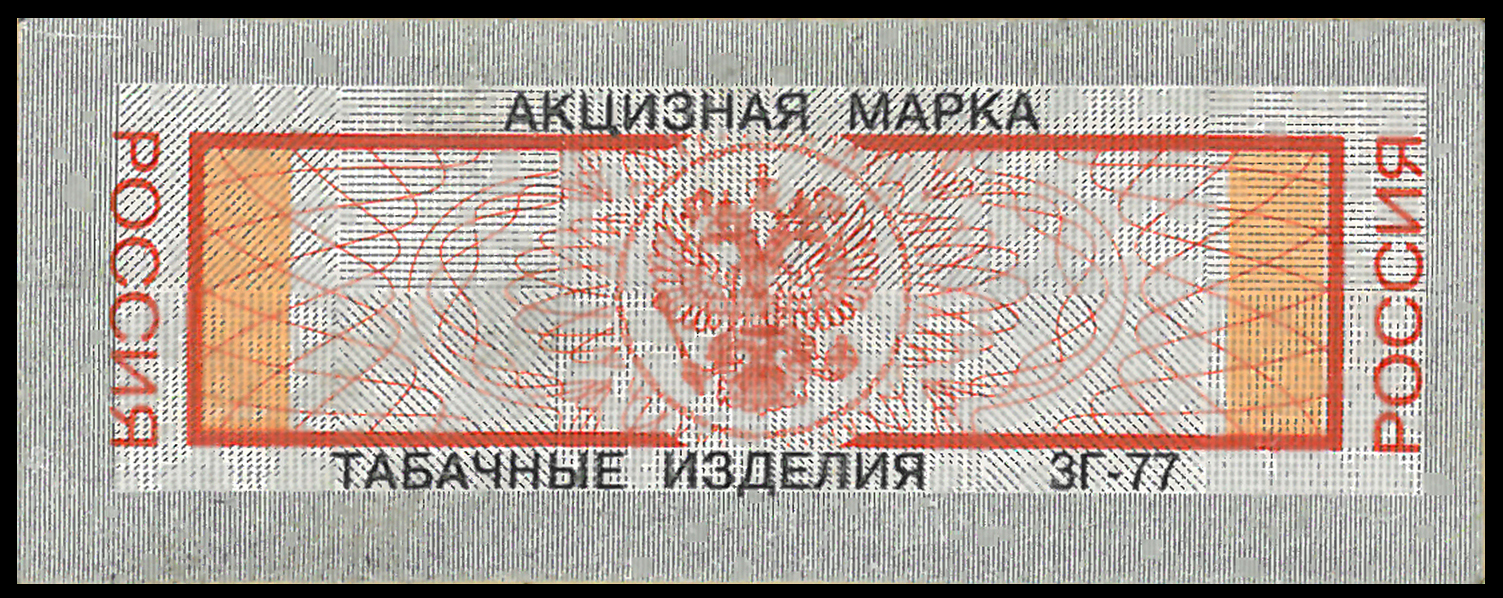
Россия: акцизная марка для маркировки табачных изделий, производимых на территории Российской Федерации образца 1994 года

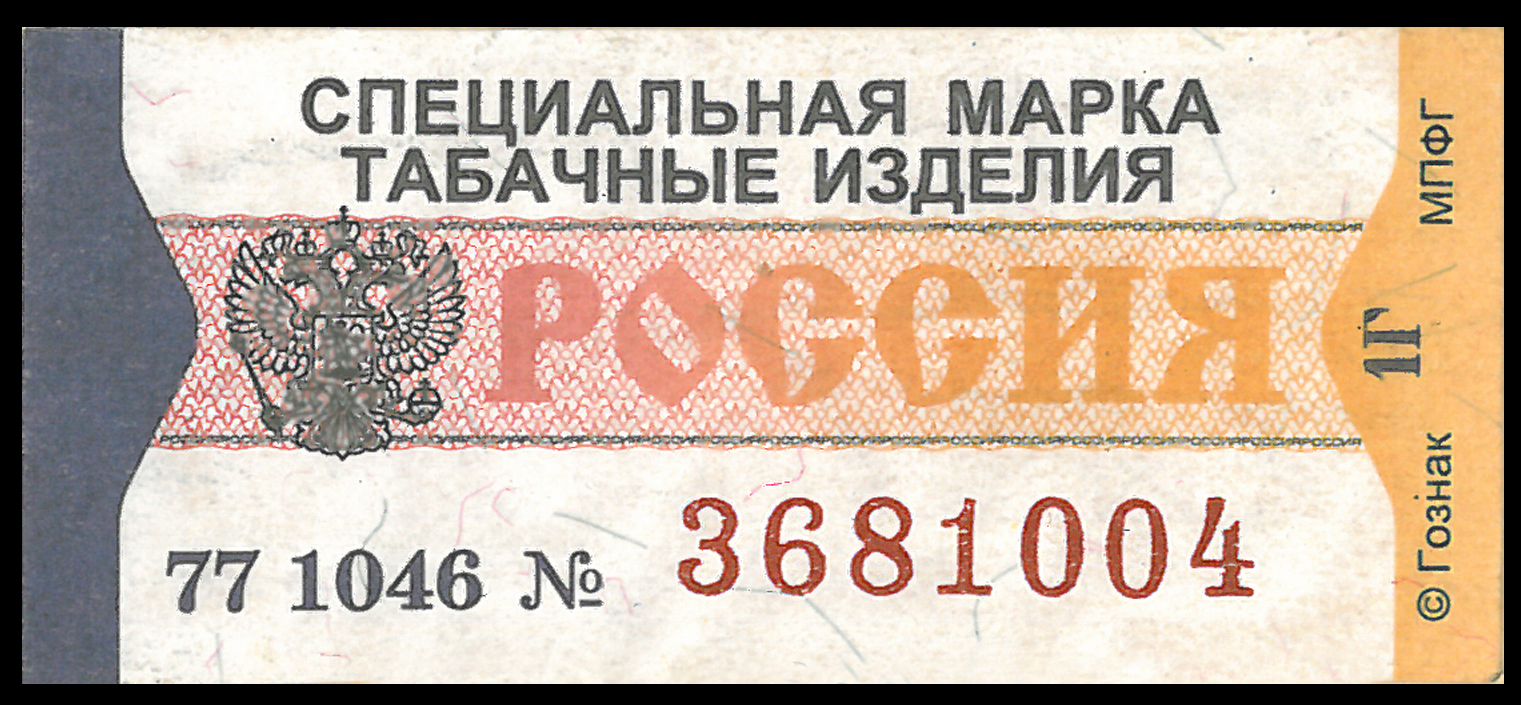
Россия: специальная марка для маркировки табачных изделий, производимых на территории Российской Федерации образца 1999 года

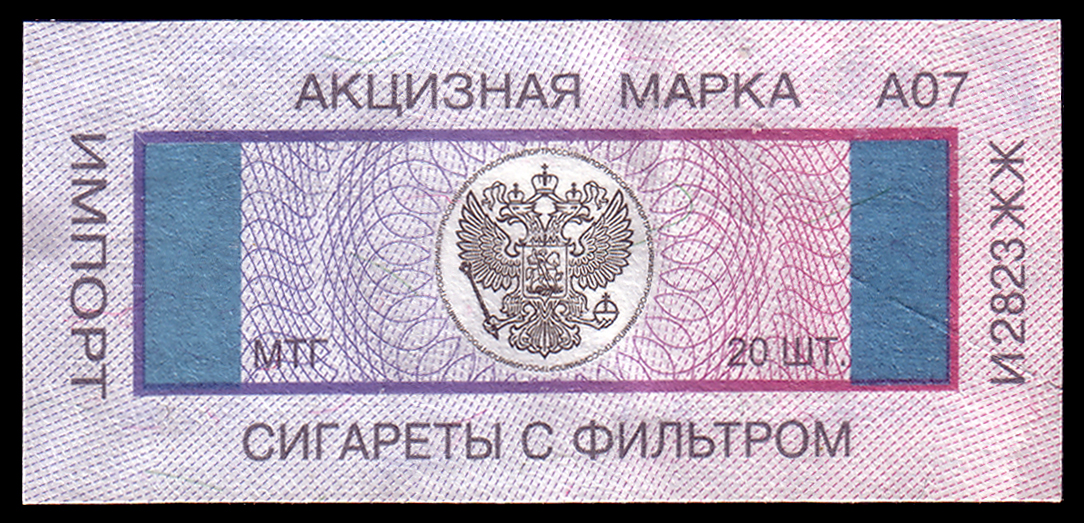
Россия: федеральная акцизная марка для импортных сигарет с фильтром образца 2002 года

В целях обеспечения полноты сбора акцизов и предотвращения нелегального ввоза и реализации на территории Российской Федерации подакцизных товаров постановлением Правительства РФ от 14 апреля 1994 года была введена обязательная маркировка на табак и табачные изделия с 1 июля 1994 года. Маркировке подлежали табак и табачные изделия ввозимые на территорию Российской Федерации и изделия отечественного производства.
Постановлением Правительства от 17 июля 1996 года вводилась маркировка конфискованной или обращённой в федеральную собственность иным способом табачной продукции иностранного производства, подтверждающей право реализации этой продукции на территории Российской Федерации. 16 мая 1997 года Приказом ГТК РФ были утверждены марки для маркировки конфискованной табачной продукции. Приказом Федеральной таможенной службы от 23 марта 2005 года приказ ГТК РФ от 16 мая 1997 года признан утратившим силу.
С 1 августа 1999 года Постановлением Правительства РФ для маркировки табака и табачных изделий, производимых на территории Российской Федерации, вместо акцизной, была введена специальная марка. Реализация табака и табачных изделий без маркировки запрещена с 1 мая 2000 года (папирос — с 1 апреля 2001 года).
В ноябре 1999 года приказом ГТК РФ были введены в обращение марки акцизного сбора для маркировки табачных изделий двух видов: для табачных изделий ввозимых с территорий государств — участников СНГ и Таможенного союза и не входящих в данные организации. Марки были в обращении до мая 2003 года.
В ноябре 2002 года совместным приказом ГТК РФ и Минфина РФ были утверждены новые образцы акцизных марок для маркировки табака и табачных изделий иностранного производства, ввозимых на территорию Российской Федерации. Были выпущены марки четырёх разновидностей:
1. Для маркировки табака и табачных изделий, происходящих и ввозимых на территорию Российской Федерации с территорий иностранных государств, не входящих в Содружество Независимых Государств и Таможенный союз. Эти марки имеют с левой и правой стороны полосы синего цвета. Полоса на левой стороне под воздействием ультрафиолетового излучения светится зелёным цветом. Тонкие пунктирные и гильоширные линии сетки, а также рамка плавно переходят из розового цвета в синий (согласно приказу ГТК РФ и Минфина РФ от 9 июля 2003 года № 760/63н — из синего цвета в розовый).
2. Для маркировки табака и табачных изделий, происходящих и ввозимых на территорию Российской Федерации с территорий иностранных государств, входящих в Содружество Независимых Государств и Таможенный союз. Эти марки имеют с левой и правой стороны полосы зелёного цвета. Полоса на левой стороне под воздействием ультрафиолетового излучения светится зелёным цветом. Тонкие пунктирные и гильоширные линии сетки, а также рамка плавно переходят из зелёного цвета в коричневый (согласно приказу ГТК РФ и Минфина РФ от 9 июля 2003 года № 760/63н — из коричневого цвета в зелёный).
3. Для маркировки табака и табачных изделий, ввозимых на территорию Российской Федерации с территорий иностранных государств, не входящих в Содружество Независимых Государств и Таможенный союз, на территории особых экономических зон отдельных субъектов Российской Федерации в соответствии с таможенным режимом свободной таможенной зоны. Эти марки с левой и правой стороны имеют полосы коричневого цвета. Полоса на левой стороне под воздействием ультрафиолетового излучения светится жёлтым цветом. Тонкие пунктирные и гильоширные линии сетки, а также рамка плавно переходят из оранжевого цвета в фиолетовый.
4. Для маркировки табака и табачных изделий, ввозимых на территорию Российской Федерации с территорий иностранных государств, входящих в Содружество Независимых Государств и Таможенный союз, на территории особых экономических зон отдельных субъектов Российской Федерации в соответствии с таможенным режимом свободной таможенной зоны. Эти марки с левой и правой стороны имеют полосы коричневого цвета. Полоса на левой стороне под воздействием ультрафиолетового излучения светится жёлтым цветом. Тонкие пунктирные и гильоширные линии сетки, а также рамка плавно переходят из оранжевого цвета в зелёный.

Марки напечатаны форматом 20 × 44 мм на бумаге белого цвета с трёхтоновым водяным знаком в виде трёхлучевой звезды. Бумага содержит защитные волокна красного цвета и зелёные волокна, светящиеся под воздействием ультрафиолетового излучения жёлто-зелёным цветом. С лицевой стороны по всей площади (кроме боковых полос и центральной части с изображением Государственного герба Российской Федерации) марки заштрихованы тонкими пунктирными линиями, предназначенными для защиты от ксерокопирования. В центральной части марок отпечатан Герб Российской Федерации, вокруг которого отпечатан микротекст с повторяющимися словами «РОССИЯ ИМПОРТ». Микротекст и Герб Российской Федерации отпечатаны чёрной краской. Надписи на марках сделаны чёрной краской. В верхней части марок над рамкой по центру нанесена надпись «АКЦИЗНАЯ МАРКА». Справа от рамки вертикально нанесена серия марки, состоящая из букв и цифр. Серия марок, используемых для товаров, происходящих и ввозимых с территорий иностранных государств, входящих в Содружество Независимых Государств и Таможенный союз, начинается с буквы «С». Слева от рамки вертикально нанесена надпись «СНГ». Серия марок, используемых для товаров, происходящих и ввозимых с территорий иностранных государств, не входящих в Содружество Независимых Государств и Таможенный союз, начинается с буквы «И». Слева от рамки вертикально нанесена надпись «ИМПОРТ». На марках, используемых для маркировки товаров, происходящих и ввозимых с территорий иностранных государств на территории особых экономических зон отдельных субъектов Российской Федерации в соответствии с таможенным режимом свободной таможенной зоны, в левом верхнем углу над рамкой нанесена надпись «ОЭЗ». В левом нижнем углу марки внутри рамки имеется надпись «МТГ», являющаяся аббревиатурой предприятия-изготовителя марок Московской типографии «Гознака». В зависимости от вида табачной продукции, для маркировки которой используются марки, внизу марки по центру нанесена следующая информация о номенклатуре марки:
- сигареты с фильтром;
- сигареты без фильтра, папиросы;
- сигары;
- сигариллы;
- табак трубочный;
- табак курительный.

Данные марки находились в обращении с февраля 2003 года.
Приказом ФТС России от 2 августа 2010 года «Об утверждении образцов акцизных марок для маркировки табачной продукции иностранного производства, ввозимой на таможенную территорию РФ» введены новые образцы акцизных марок.

## Для маркировки продукции на дисках

### 1990-е годы

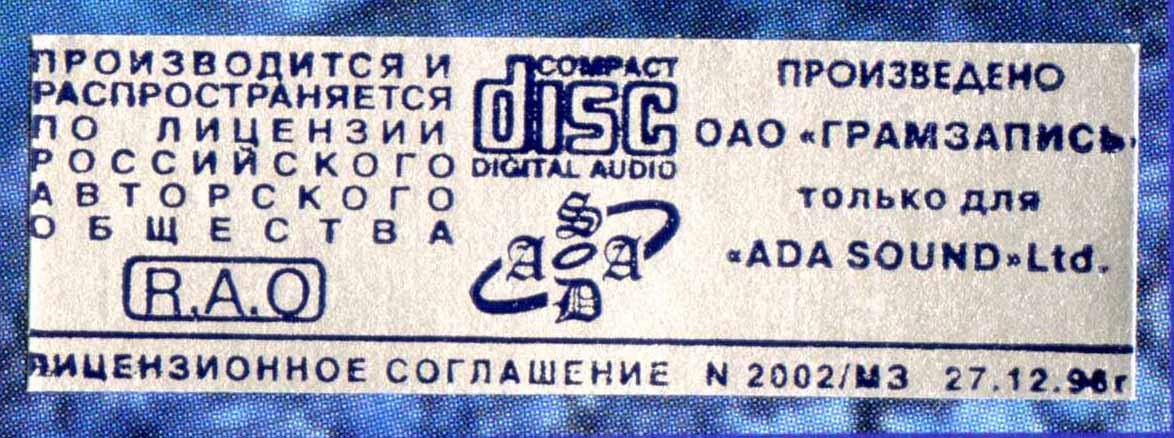
На непрозрачной фольге (диск Moody Blues, 1997)

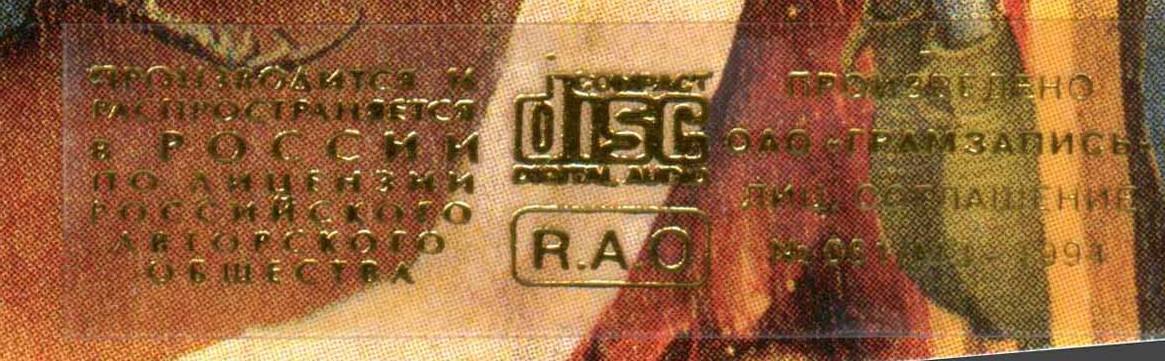
На прозрачном пластике (диск Deep Purple, 1996)

Во второй половине 1990-х (не позднее 1996 года) на лицензионные диски (CD и виниловые) клеилась на лицевую сторону обложки беззубцовая марка-наклейка РАО (Российского общества по охране авторских прав).
В 1990-х годах самоклеящиеся наклейки прямоугольной формы изготовлялись на прозрачной основе либо фольге с сильной клеевой основой (чтобы их невозможно было отклеить без повреждения).